# محمدباقر یخکشی
محمدباقر یخکشی کشتی‌گیر مازندرانی کشور ایران است. 

## مسابقات قهرمانی کشتی جهان ۲۰۱۸
محمدباقر  یخکشی پس از استراحت در دور نخست در دور دوم با نتیجه هفت بر صفر عباس رحمان‌اف دارنده مدال برنز آسیا از ازبکستان را مغلوب کرد. وی در دور بعد در مصاف با یولیس بون دارنده مدال برنز جهان از کوبا در حالی که سه ثانیه به پایان کشتی مانده بود و از حریف با نتیجه ۸ بر ۶ پیش بود، با نتیجه ۱۰ بر ۸ مغلوب شد و با توجه به حضور حریفش در دیدار فینال وی به گروه بازنده ها رفت. یخکشی در این گروه با ایوان گودیان از رومانی را با نتیجه ۱۱ بر یک شکست داد و راهی دیدار رده بندی شد. یخکشی در دیدار رده بندی وزن ۶۱ کیلوگرم با ارایه کشتی ضعیف مقابل جو کولون از آمریکا نتیجه را ۱۳ بر ۲ به حریف واگذار کرد و در رده پنجم قرار گرفت. 